# Loch Merkland
Loch Merkland är en sjö i Storbritannien.   Den ligger i kommunen Highland och riksdelen Skottland, i den norra delen av landet, 800 km norr om huvudstaden London. Loch Merkland ligger 109 meter över havet. Arean är 1,5 kvadratkilometer. Trakten runt Loch Merkland består i huvudsak av gräsmarker. Den sträcker sig 3,5 kilometer i nord-sydlig riktning, och 2,7 kilometer i öst-västlig riktning.